# Письма (река)
Письма — река в России, протекает в Сусанинском и Буйском районах Костромской области. Устье реки находится в 94 км по левому берегу реки Костромы. Длина реки составляет 49 км, площадь водосборного бассейна — 259 км².

## Данные водного реестра
По данным государственного водного реестра России относится к Верхневолжскому бассейновому округу, водохозяйственный участок реки — Кострома от истока до водомерного поста у деревни Исады, речной подбассейн реки — Волга ниже Рыбинского водохранилища до впадения Оки. Речной бассейн реки — (Верхняя) Волга до Куйбышевского водохранилища (без бассейна Оки).
По данным геоинформационной системы водохозяйственного районирования территории РФ, подготовленной Федеральным агентством водных ресурсов:
- Код водного объекта в государственном водном реестре — 08010300112110000012588
- Код по гидрологической изученности (ГИ) — 110001258
- Код бассейна — 08.01.03.001
- Номер тома по ГИ — 10
- Выпуск по ГИ — 0

### Притоки (км от устья)
- 25 км: река Санда (лв)
- 40 км: река Каменка (лв)